# Ruhwa
Ruhwa est une localité de l'ouest du Rwanda.

## Géographie
Ruhwa est située dans le district de Rusizi, l'un des sept districts (akarere) de la Province de l'Ouest.